# Večerníček (planetka)
(33377) Večerníček je asteroid vnitřního hlavního pásu planetek, obíhající Slunce mezi drahami Marsu a Jupiteru, který byl objeven 12. února 1999 českým astronomem Petrem Pravcem na Ondřejovské hvězdárně a předběžně označen jako 1999 CR9. Název asteroidu Večerníček, po české animované znělce předcházející od roku 1965 večerní pohádku pro děti, byl poprvé zveřejněn 24. června 2004 v Minor Planet Circulars. Asteroid je řazen k široké skupině označované jako 9104 MB-inner, pohybující se na vnitřní straně hlavního pásu, s asteroidy spektrálního typu S s průměrným albedem 0,2.

## Oběžná dráha a fyzické vlastnosti
(33377) Večerníček je asteroid spektrální třídy S, který oběhne Slunce ve vzdálenosti od 1,9729 do 2,5830 au jednou za 1 255,8531 dní (více než 3,4 roky). Jeho eliptická oběžná dráha s velkou poloosou 1,458 au, má excentricitu přibližně 0,1339 a inklinaci 7,1556° vůči ekliptice a za den se na ní průměrně posune o 0,2866°. Jedná se o malý asteroid s průměrem asi 1,547 km s poměrně vysokým albedem 0,465 o absolutní magnitudě 15,5 mag. Do konce roku 2050 se asteroid nejvíce přiblíží k Zemi 30. června 2034 a sice na 0,97 au.

## Pozorování asteroidu
K prvnímu zaznamenanému pozorování asteroidu došlo již 18. září 1993 na observatoři Kitt Peak v Arizoně. Od té doby byl pozorovaný více než 1,8 tisíc krát z 19 pozic, z toho 30 krát z ondřejovské hvězdárny.